# Cabaña Real de Carreteros
Die Cabaña Real de Carreteros war eine Kaufmannsorganisation, die von 1497 bis ins frühe 19. Jahrhundert den Fernhandel im Königreich Kastilien dominierte. Sie wurde 1497 von den Katholischen Königen unter dem Namen Real Cabaña de Carreteros anerkannt. Von 1629 an hieß sie offiziell Cabaña Real de Carreteros, trajineros, cabañiles y sus derramas.
Die Privilegien der Carreteros orientierten sich am Vorbild der Mesta, sie wurden 1516 und 1533 nochmals bestätigt. Die Mitglieder der Cabaña Real de Carreteros waren von allen lokalen Steuern befreit, hatten eine eigene Gerichtsbarkeit sowie das Weiderecht für ihre Ochsen auf allen unbebauten Flächen des Königreichs. Als Gegenleistung verpflichteten sich die Carreteros dazu, in Friedenszeiten im Lande Handel zu treiben und in Kriegszeiten ihre Ausrüstung für den Transport von Truppen zur Verfügung zu stellen.
Die Mitglieder der Cabaña Real de Carreteros stammten aus den Städten Altkastiliens, aus Madrid, Valladolid, Toro, Zamora, Salamanca und Tordesillas.

## Geschichte
Zwischen 1485 und 1489 schlossen sich Fuhrleute aus den Dörfern um Soria und Burgos in der Hermandad de Carreteros Burgos-Soria zusammen. Sie transportierten Geschütze und andere Rüstungsgüter von San Ildefonso nach Baza, wo sie zur Belagerung Granadas eingesetzt wurden.
Im Jahre 1497 wurde unter der Regentschaft von  Isabella I. von Kastilien, die Real Cabaña de Carreteros gegründet. Sie wurde 1629 umbenannt in Cabaña Real de Carreteros, trajineros, cabañiles y sus derramas, um auch andere Händler, wie Maultiertreiber, aufnehmen zu können. Von 1599 an unterstanden ihre Mitglieder einer eigenen Gerichtsbarkeit, es gab einen juez conservador, der ihre Privilegien verteidigen sollte. Er war auch Mitglied des Consejo Real. In Madrid, Granada und Murcia hatten procuradores generales der Carreteros ihren Sitz.
Die Cabaña bestand aus regionalen hermandades (Bruderschaften). Die hermandad von Burgos-Soria war die größte, für sie waren Ende des 17. Jahrhunderts 5000 Ochsenkarren unterwegs. Daneben gab es die hermandades von Cuenca-Guadalajara, Navarredonda de Gredos (Provinz Ávila) und Granada–Murcia.
Während des Trienio Liberal wurden 1821 die Privilegien der Cabaña Real de Carreteros aufgehoben, aber mit der Rückkehr des Absolutismus in Spanien wieder hergestellt. Die Cabaña Real wurde 1836 aufgelöst. Der Transport mit Ochsenkarren blieb in Spanien noch lange üblich, da das Eisenbahnnetz wegen der gebirgigen Landschaft nicht dicht ausgebaut werden konnte. Erst nach dem Spanischen Bürgerkrieg machte die zunehmende Motorisierung die Ochsenkarren überflüssig.

## Handelsrouten
Die Handelsrouten der Carreteros folgten einem bestimmten System: Die Ochsen verbrachten den Winter auf Weiden südlich von Toledo. Im April transportierten sie Holzkohle aus den Montes de Toledo nach Talavera de la Reina, wo diese für die Keramikherstellung benötigt wurde. Dort kamen sie im Juni an. Von dort zogen sie nach Sevilla, beladen mit Keramik für den Export nach Amerika. Anschließend wandten sie sich wieder nach Norden, wobei sie Salz nach Coria und Plasencia brachten. Von dort wandten sich die Carreteros nach Südosten, luden in den Bergen von Alcudia Holz für die Mine von Almadén, von wo sie wiederum Quecksilber für die Goldminen in Südamerika an die Küste brachten.
Auf einer anderen Route zogen die Ochsenkarawanen, nachdem sie bei Toledo überwintert hatten, nach Madrid und kauften dort Vieh. In Segovia tauschten sie das Vieh gegen Wolle ein, die sie nach Vitoria transportierten. In Vitoria belud man die Karren mit Eisen, das an die Kantabrische Küste ging. Dort kauften die Händler Salz für das Bierzo und Ponferrada und zogen weiter nach Osten bis Pozas in der Nähe von Burgos. Hier teilten sich die Wege, die Karren brachten Salz nach Valladolid, Salamanca und in weitere Städte Kastiliens.